# National Football League 1966
La stagione NFL 1966 fu la 47ª stagione sportiva della National Football League, la massima lega professionistica statunitense di football americano. La finale del campionato si disputò il 1º gennaio 1967 al Cotton Bowl di Dallas, in Texas e vide la vittoria dei Green Bay Packers sui Dallas Cowboys per 34 a 27. In seguito, i campioni dei Packers avrebbero vinto il Super Bowl I (allora denominato AFL-NFL Championship Game) contro i campioni della American Football League, i Kansas City Chiefs. La stagione iniziò il 10 settembre 1966 e si concluse con il Pro Bowl 1967 che si tenne il 22 gennaio al Los Angeles Memorial Coliseum.
La stagione fu l'ultima giocata con la formula delle due Division e la successiva finale tra le prime classificate. La lega vide inoltre l'esordio degli Atlanta Falcons che, portando il numero totale delle squadre a quindici, rese necessaria l'introduzione di una giornata di riposo per ogni squadra durante la stagione.

## L'accordo tra AFL e NFL
In questa stagione venne stipulato l'accordo tra AFL e NFL che avrebbe portato alla loro fusione nel 1970. I termini principali dell'accordo furono:
- Le due leghe si sarebbero combinate per formare una lega con un totale di 24 squadre che sarebbero state portate a 26 entro il 1969 e a 28 entro il 1970 o poco dopo.
- Tutte le squadre attive nelle due leghe al momento dell'accordo sarebbero state mantenute e nessuna di esse sarebbe stata trasferita fuori dalla propria area metropolitana.
- Le due leghe avrebbero mantenuto calendari e classifiche distinte fino al 1969 compreso e i vincitori dei due campionati si sarebbero incontrati annualmente a partire dal gennaio 1967 in una partita denominata AFL-NFL Championship Game (che sarebbe poi diventata il Super Bowl).
- Le due leghe si sarebbero definitivamente fuse nel 1970 per formare una lega di due Conference.

## Modifiche alle regole
- Vennero standardizzate i pali delle porte: il loro diametro venne fissato in 10 cm, il loro colore doveva essere giallo e dovevano innalzarsi per 20 piedi (610 cm) sopra la traversa.

## Stagione regolare
La stagione regolare si svolse in 15 giornate durante le quali ogni squadra giocò 14 partite, iniziò il 10 settembre e terminò il 18 dicembre 1966.

### Risultati della stagione regolare
- V = Vittorie, S = Sconfitte, P = Pareggi, PCT = Percentuale di vittorie, PF = Punti Fatti, PS = Punti Subiti
- Nota: nelle stagioni precedenti al 1972 i pareggi non venivano conteggiati nel calcolo della percentuale di vittorie.

| Eastern Conference    |    |    |   |     |     |     |
| Squadra               | V  | S  | P | PCT | PF  | PS  |
| Dallas Cowboys        | 10 | 3  | 1 | 769 | 445 | 239 |
| Cleveland Browns      | 9  | 5  | 0 | 643 | 403 | 259 |
| Philadelphia Eagles   | 9  | 5  | 0 | 643 | 326 | 340 |
| Saint Louis Cardinals | 8  | 5  | 1 | 615 | 264 | 265 |
| Washington Redskins   | 7  | 7  | 0 | 500 | 351 | 355 |
| Pittsburgh Steelers   | 5  | 8  | 1 | 385 | 316 | 347 |
| Atlanta Falcons       | 3  | 11 | 0 | 214 | 204 | 437 |
| New York Giants       | 1  | 12 | 1 | 77  | 263 | 501 |

| Western Conference  |    |   |   |     |     |     |
| Squadra             | V  | S | P | PCT | PF  | PS  |
| Green Bay Packers   | 12 | 2 | 0 | 857 | 335 | 163 |
| Baltimore Colts     | 9  | 5 | 0 | 643 | 314 | 226 |
| Los Angeles Rams    | 8  | 6 | 0 | 571 | 289 | 212 |
| San Francisco 49ers | 6  | 6 | 2 | 500 | 320 | 325 |
| Chicago Bears       | 5  | 7 | 2 | 417 | 234 | 272 |
| Detroit Lions       | 4  | 9 | 1 | 308 | 206 | 317 |
| Minnesota Vikings   | 4  | 9 | 1 | 308 | 292 | 304 |

## La finale
La finale del campionato si disputò il 1º gennaio 1967 al Cotton Bowl di Dallas vide la vittoria dei Green Bay Pakers sui Dallas Cowboys per 34 a 27.

## Vincitore
| Vincitori del campionato NFL 1966 Green Bay Packers 10º titolo |

## Premi individuali
| MVP della NFL        | Bart Starr, Quarterback, Green Bay |
| Allenatore dell'anno | Tom Landry, Dallas                 |